# Liu Qiuhong
Liu Qiuhong (chinesisch 刘秋宏, Pinyin Liú Qiūgóng, * 26. November 1988 in Mudanjiang) ist eine chinesische Shorttrackerin.
Erstmals trat Liu im Januar 2004 international auf, als sie mit der chinesischen 2000-m-Staffel bei der Juniorenweltmeisterschaft 2004 an den Start ging und Silber gewann. In den nächsten Wintern ließ sie weitere Rennen außerhalb der nationalen aus und kam erst im Shorttrack-Weltcup 2007/08 wieder zurück. Dort konnte sie gleich in ihrem zweiten Weltcuprennen als Dritte das Podest über 1500 Meter erreichen. Auch in den nächsten Weltcups konnte sie sich immer unter den besten Zehn platzieren, ehe ihr am 25. November 2007 in Heerenveen der erste Weltcupsieg auf der 500-m-Distanz gelang.
Nachdem Liu in der Saison 2007/08 noch zwei weitere dritte Plätze errungen hatte und Gesamtfünfte im 1500-m-Weltcup geworden war, ging sie auch bei der Weltmeisterschaft 2008 auf vier Strecken an den Start. Während sie über 1500 Meter Sechste wurde und auf den 1000 Metern schon im Viertelfinale ausschied, konnte sie auf der 500-m-Distanz die Silbermedaille hinter ihrer Landsfrau Wang Meng gewinnen und sich so für das 3000-m-Superfinale der besten Sieben qualifizieren. Bei diesem einzigen Rennen, bei dem Wang Meng nicht gewann, wurde sie erneut Sechste. In der Addition der für ihre Platzierungen errungenen Punkte wurde sie schließlich Gesamtfünfte.
In den Weltcup 2008/09 startete Liu mit weiteren Podestplatzierungen, indem sie je eines der ersten beiden Saisonrennen über 500 Meter und über 1000 Meter auf dem zweiten Platz beendete. Im ersten Staffelweltcup der Saison konnte sie zudem gemeinsam mit Wang Meng, Zhang Hui und Zhou Yang im Halbfinale den Weltrekord der Südkoreanerinnen um fast drei Sekunden verbessern. Außerdem gewann sie bei der dritten Weltcupstation in ihrem Heimatland ihr zweites Rennen, erneut über 500 Meter.
Liu gewann bei den Teamweltmeisterschaften 2008 in Harbin Gold, ebenso 2009 in Heerenveen. 2011 in Warschau gewann sie mit dem Team Bronze und bei den Winter-Asienspiele 2011 in Astana und Almaty Gold mit der Staffel. Bei den Weltmeisterschaften 2011 in Sheffield wurde sie mit der Staffel Weltmeister und gewann Bronze über 500 und 3000 m. Die Staffel-Weltmeisterschaft konnte sie mit der chinesischen Staffel auch 2012 in Shanghai, 2013 in Debrecen und 2014 in Montreal erringen. Zudem wurde sie in Shanghai über 1500 m Zweite.
Bei den Olympischen Spielen in Sotschi errang sie keine Medaille. Sie wurde über 500 m Vierte und mit der Staffel im Finale disqualifiziert.